# Torquigener pallimaculatus
Torquigener pallimaculatus és una espècie de peix de la família dels tetraodòntids i de l'ordre dels tetraodontiformes.

## Morfologia
- Els mascles poden assolir 18 cm de longitud total.[4][5]

## Hàbitat
És un peix marí, de clima tropical i demersal que viu entre 7-20 m de fondària.

## Distribució geogràfica
Es troba al nord-oest d'Austràlia, les illes Chesterfield, Nova Caledònia i Papua Nova Guinea.

## Observacions
És verinós per als humans.